# Benno Hardmeier

Benno Hardmeier (1978)

Benno Hardmeier (* 9. Januar 1930 in Winterthur−14. März 2018) war ein Schweizer Journalist und Gewerkschaftssekretär.
Hardmeier stammte aus einer sozialdemokratischen Familie aus Winterthur. Er studierte Nationalökonomie an der Universität Zürich. 1957 promovierte er mit einer Arbeit über die Geschichte der sozialdemokratischen Ideen in der Schweiz (1920–1945). Ab 1957 war er in der Sozialabteilung der Hoesch-Werke in Dortmund beschäftigt. 1959 wurde er als Zentralsekretär der Sozialdemokratischen Partei der Schweiz gewählt und war bis 1960 verantwortlicher Redaktor der Roten Revue. 
1960 bis 1990 war er als Zentralsekretär des Schweizerischen Gewerkschaftsbundes (SGB) tätig. In diesen 30 Jahren beim SGB war er für allgemeine Wirtschaftspolitik zuständig und prägte insbesondere die Bereiche Agrar-, Konsumenten- und Energiepolitik. Er war einer der Köpfe in der Kampagne für die Mitbestimmungsinitiative (Volksinitiative «für die Mitbestimmung der Arbeitnehmer»).
Hardmeier schrieb u. a. für die Vierteljahresschrift des SGB Gewerkschaftliche Rundschau und war bei der Schweizerischen Arbeiterbildungszentrale tätig. In der Stiftung für Konsumentenschutz war er Mitglied des Stiftungsrates.